# Santo André (Barreiro)
Santo André é uma vila portuguesa que foi sede da extinta Freguesia de Santo André do Município do Barreiro, freguesia que tinha 4,18 km² de área e 11 480 habitantes (2011), e, assim, uma densidade populacional de 2 746,4 hab/km².
A freguesia foi extinta em 2013, no âmbito de uma reforma administrativa nacional, tendo sido agregada às freguesias de Alto do Seixalinho e Verderena, para formar uma nova freguesia denominada União das Freguesias de Alto do Seixalinho, Santo André e Verderena com sede em Alto do Seixalinho.
A povoação de Santo André foi elevada à categoria de vila em 21 de Junho de 1995.

## População
| População da freguesia de Santo André | População da freguesia de Santo André | População da freguesia de Santo André | População da freguesia de Santo André | População da freguesia de Santo André | População da freguesia de Santo André | População da freguesia de Santo André | População da freguesia de Santo André | População da freguesia de Santo André | População da freguesia de Santo André | População da freguesia de Santo André | População da freguesia de Santo André | População da freguesia de Santo André | População da freguesia de Santo André | População da freguesia de Santo André |
| ------------------------------------- | ------------------------------------- | ------------------------------------- | ------------------------------------- | ------------------------------------- | ------------------------------------- | ------------------------------------- | ------------------------------------- | ------------------------------------- | ------------------------------------- | ------------------------------------- | ------------------------------------- | ------------------------------------- | ------------------------------------- | ------------------------------------- |
| 1864                                  | 1878                                  | 1890                                  | 1900                                  | 1911                                  | 1920                                  | 1930                                  | 1940                                  | 1950                                  | 1960                                  | 1970                                  | 1981                                  | 1991                                  | 2001                                  | 2011                                  |
|                                       |                                       |                                       |                                       |                                       |                                       |                                       |                                       |                                       |                                       |                                       | 15 507                                | 11 548                                | 11 319                                | 11 480                                |

Criada pelo Decreto Lei 547/73, de 25 de Outubro, com lugares das freguesias de Lavradio e Palhais. Com lugares desta freguesia foi criada pela Lei n.º 135/85,  de 4 de Outubro, a freguesia do Alto do Seixalinho e pela Lei n.º 135/85,  de 4 de Outubro, a freguesia de Santo António da Charneca
| Distribuição da População por Grupos Etários | Distribuição da População por Grupos Etários | Distribuição da População por Grupos Etários | Distribuição da População por Grupos Etários | Distribuição da População por Grupos Etários | Distribuição da População por Grupos Etários | Distribuição da População por Grupos Etários | Distribuição da População por Grupos Etários | Distribuição da População por Grupos Etários | Distribuição da População por Grupos Etários |
| -------------------------------------------- | -------------------------------------------- | -------------------------------------------- | -------------------------------------------- | -------------------------------------------- | -------------------------------------------- | -------------------------------------------- | -------------------------------------------- | -------------------------------------------- | -------------------------------------------- |
| Ano                                          | 0-14 Anos                                    | 15-24 Anos                                   | 25-64 Anos                                   | > 65 Anos                                    |                                              | 0-14 Anos                                    | 15-24 Anos                                   | 25-64 Anos                                   | > 65 Anos                                    |
| 2001                                         | 1 420                                        | 1 546                                        | 6 794                                        | 1 559                                        |                                              | 12,5%                                        | 13,7%                                        | 60,0%                                        | 13,8%                                        |
| 2011                                         | 1 633                                        | 1 061                                        | 6 494                                        | 2 292                                        |                                              | 14,2%                                        | 9,2%                                         | 56,6%                                        | 20,0%                                        |

Média do País no censo de 2001:  0/14 Anos-16,0%; 15/24 Anos-14,3%; 25/64 Anos-53,4%; 65 e mais Anos-16,4%
Média do País no censo de 2011:   0/14 Anos-14,9%; 15/24 Anos-10,9%; 25/64 Anos-55,2%; 65 e mais Anos-19,0%

## Património
- Moinho de Maré, quinta dos moinhos
- Moinho de Maré do Duque, Azinheira Velha
- Painel de Azulejos / Sete Portais.

## Associativismo
- Futebol Clube Quinta da Lomba,
- Grupo Recreativo da Quinta da Lomba,
- Grupo Desportivo "O Independente",
- Clube de Caçadores do Barreiro,
- Grupo de Pesca Desportiva Copacabana,
- Galitos Futebol Clube,
- Grupo Desportivo da ESSA (escola secundária de Santo André).

## Locais de Referência
- Parque da cidade
- Praia da copacabana
- Parceria Geral das Pescarias
- Parque Público Paz e Amizade
- Mercado Municipal de Santo André